# Масловська Ванда Олександрівна
Ва́нда Олекса́ндрівна Масло́вська (* 1980) — українська важкоатлетка. Майстер спорту (1995), майстер спорту України міжнародного класу (1997). Чемпіонка Європи і України.

## З життєпису
Народилась 1980 року в місті Запоріжжя. Мама з бабусею мріяли бачити Ванду великою спортсменкою. У віці трьох років почала відвідувати секцію спортивної гімнастики. Через десять років зацікавилася важкою атлетикою. Іще через рік дісталася на європейську першість кадеток. Здобула бронзову відзнаку.
Закінчила Харківську академію фізичної культури (2002).
Чемпіонка Європи (Тренчин, Словаччина, 2001).
Бронзова призерка чемпіонатів Європи (-2004 Київ, 2004; м. Владиславово, Польща, -2006).
Чемпіонат світу з важкої атлетики 2002 — срібна призерка.
Учасниця 28-х Олімпійських ігор (Афіни, 2004).
Виступала за харківські спортивні товариства «Динамо» та «Колос» у вагових категоріях 63 та 69 кг. Тренери — Шаймарданов Асхат Ахметович, Корзюк Руслан Леонідович, В. Нікулін.
З Русланом Корзюком живе в громадянському шлюбі